# John McDouall Stuart
John McDouall Stuart (n. 7 septembrie 1815, Dysart, Scoția; d. 5 iunie 1866, Londra, Anglia) a fost un inginer scoțian, primul și cel mai împlinit explorator al Australiei care a străbătut continentul, de la sud la nord. Venit in Australia, la Adelaide, cu gândul de a se imbogăți, și-a întreprins prima expediție (14 mai 1858) în căutarea unei căi prin care să-și transporte vitele până la portul din Darwin. A organizat în total 6 expediții, ultimele fiind dedicate liniei de telegraf care avea să facă legătura Australiei cu rețeaua internațională din Java, deci cu Londra și întreaga lume. Traseul liniei a fost elaborat pe baza jurnalelor sale, iar linia a rezistat până la bombardarea Australiei din cel de-Al Doilea Război Mondial.
Stuart și-a înrăutățit vădit sănătatea în urma expedițiilor. Întors în Europa, a murit după doi ani, la vârsta de numai 50. La înmormântarea sa au participat 7 persoane.
1. 1 2  John McDouall Stuart, SNAC, accesat în 9 octombrie 2017
2. 1 2  John McDouall Stuart, Autoritatea BnF
3. 1 2  John McDouall Stuart, Find a Grave, accesat în 9 octombrie 2017
4. 1 2  Find a Grave, accesat în 29 iulie 2024
5. ↑  Gold Medal Recipients